# Odontoperas cyanogramma
Odontoperas cyanogramma är en fjärilsart som beskrevs av Sergius G. Kiriakoff 1968. Odontoperas cyanogramma ingår i släktet Odontoperas och familjen tandspinnare. Inga underarter finns listade i Catalogue of Life.